# KeyBank Center
El KeyBank Center, conocido anteriormente como Marine Midland Arena, HSBC Arena y First Niagara Center, es un pabellón multiusos situado en Buffalo, Nueva York. Fue inaugurado en 1996. Tiene en la actualidad una capacidad para 19 200 espectadores para el baloncesto y 19.070 para el hockey sobre hielo. Es en la actualidad la cancha donde disputa sus partidos como local los Buffalo Sabres de la NHL.

## Historia
Lo que durante su construcción fue conocido como Crossroads Arena abrió sus puertas e 21 de septiembre de 1996, y venía a reemplazar al ya demolido Buffalo Memorial Auditorium. Su construcción tuvo un coste de 127,5 millones de dólares. Su nombre original fue el de Marine Midland Arena, siendo cambiado en 2011 por el de First Niagara Center por motivos de patrocinio. El primer partido de hockey sobre hielo que se disputó en sus instalaciones enfrentó a los Buffalo Sabres ante los Toronto Maple Leafs, partido de pretemporada el 21 de septiembre de 1996, mientras que el primer concierto fue el ofrecido por The Goo Goo Dolls una semana más tarde.
Desde el 19 de septiembre de 2016, su nombre oficial es el de KeyBank Center.

## Eventos
Ha albergado en cinco ocasiones fases regionales del Torneo de la NCAA de naloncesto, y en cuatro el torneo de la Metro Atlantic Athletic Conference. También fue la sede de la Frozen Four, la fase final del campeonato universitario de hockey sobre hielo en 2003.
A lo largo de su historia ha albergado innumerables conciertos de los grupos más importantes de la música actual. El artista que más veces ha actuado en el recinto han sido la Trans-Siberian Orchestra, hasta en diez ocasiones, seguido de Garth Brooks con Trisha Yearwood con seis.